# Anolis aliniger
Espèce
Synonymes
- Anolis chiorocyanus aliniger Mertens, 1939
- Deiroptyx aliniger (Mertens, 1939)

Anolis aliniger est une espèce de sauriens de la famille des Dactyloidae. 

## Répartition
Cette espèce est endémique d'Hispaniola. Elle se rencontre à Haïti et dans l'ouest de la République dominicaine.

## Description
Les mâles et les femelles mesurent jusqu'à 57 mm.

## Publication originale
- Mertens, 1939 "1938" : Herpetologische Ergebnisse einer Reise nach der Insel Hispaniola, Westindien. Abhandlungen der Senckenbergischen Naturforschenden Gesellschaft, vol. 449, p. 1-84.